# Kfz-Kennzeichen (Kanada)

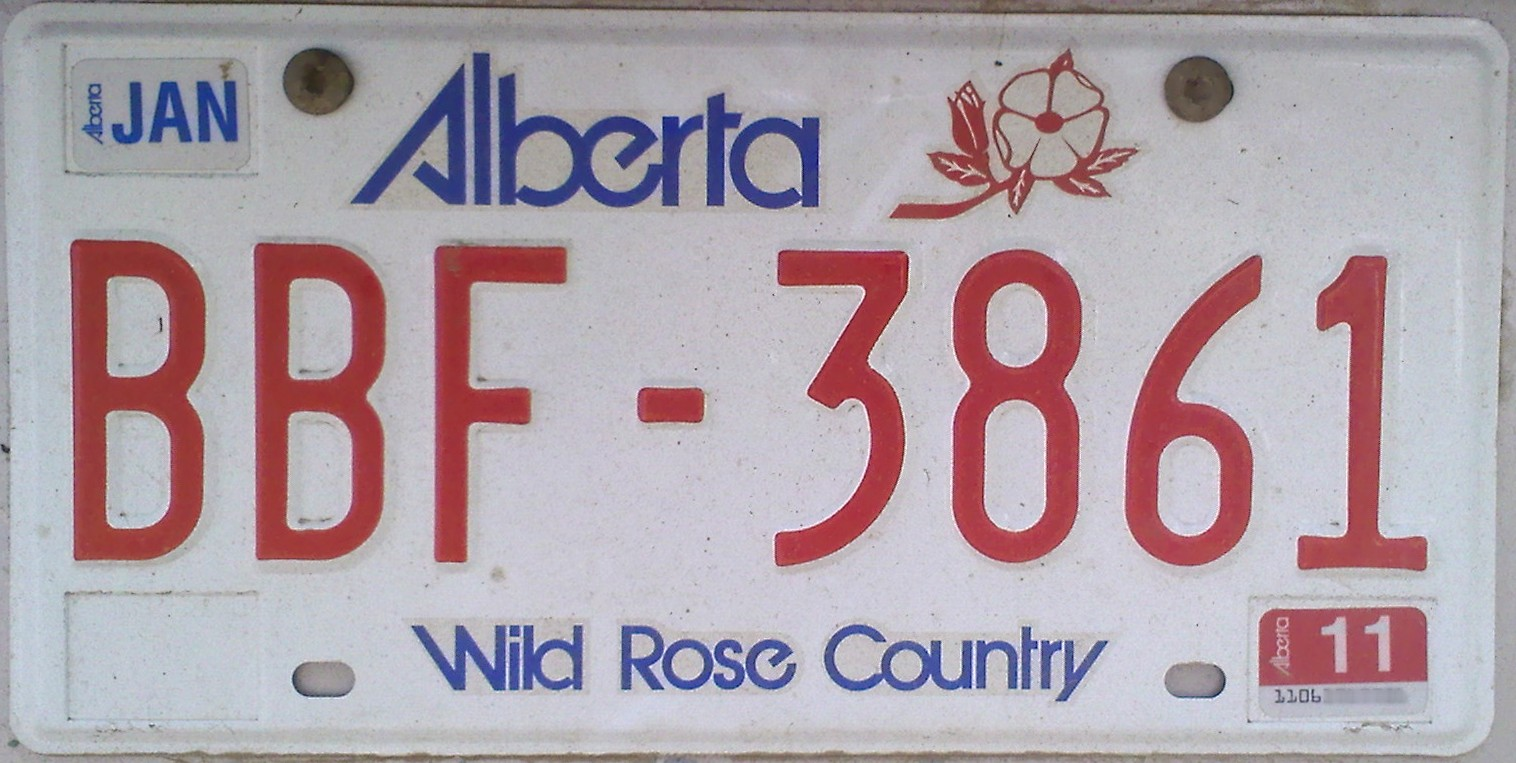
Kennzeichen aus der Provinz Alberta

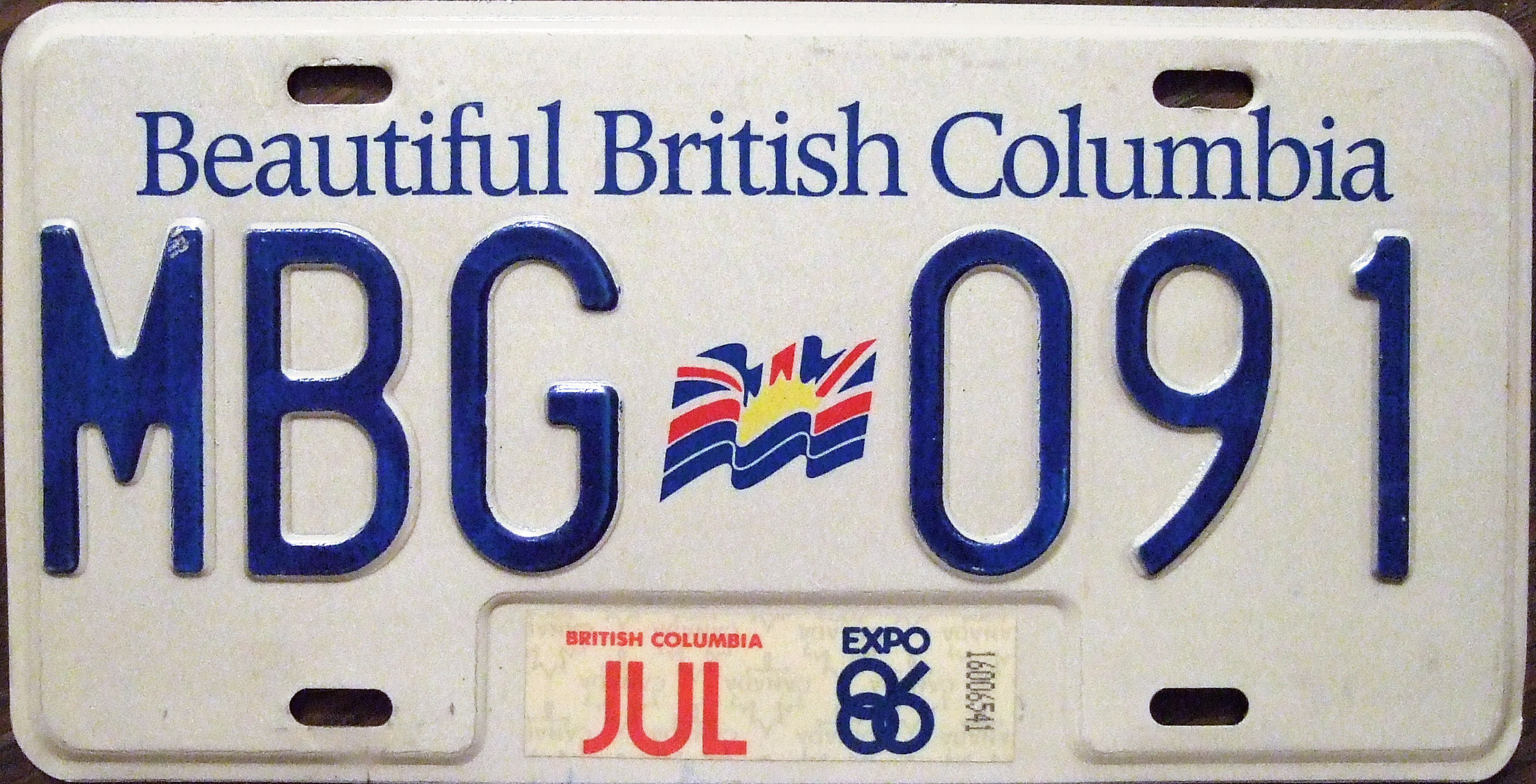
Kennzeichen aus der Provinz British Columbia

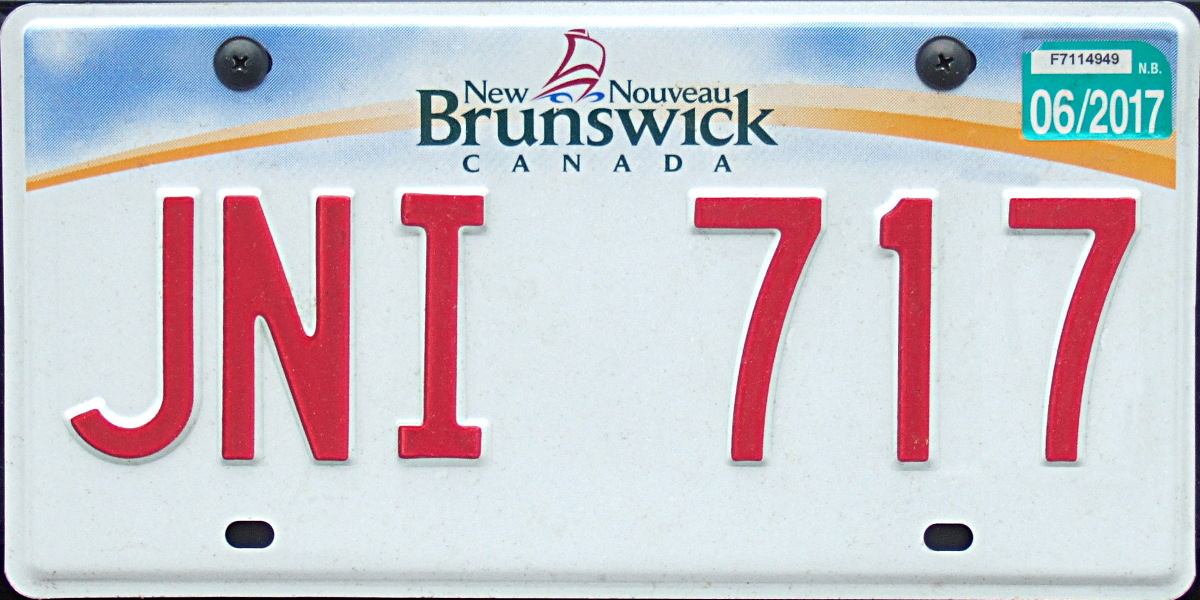
Kennzeichen aus der Provinz New Brunswick

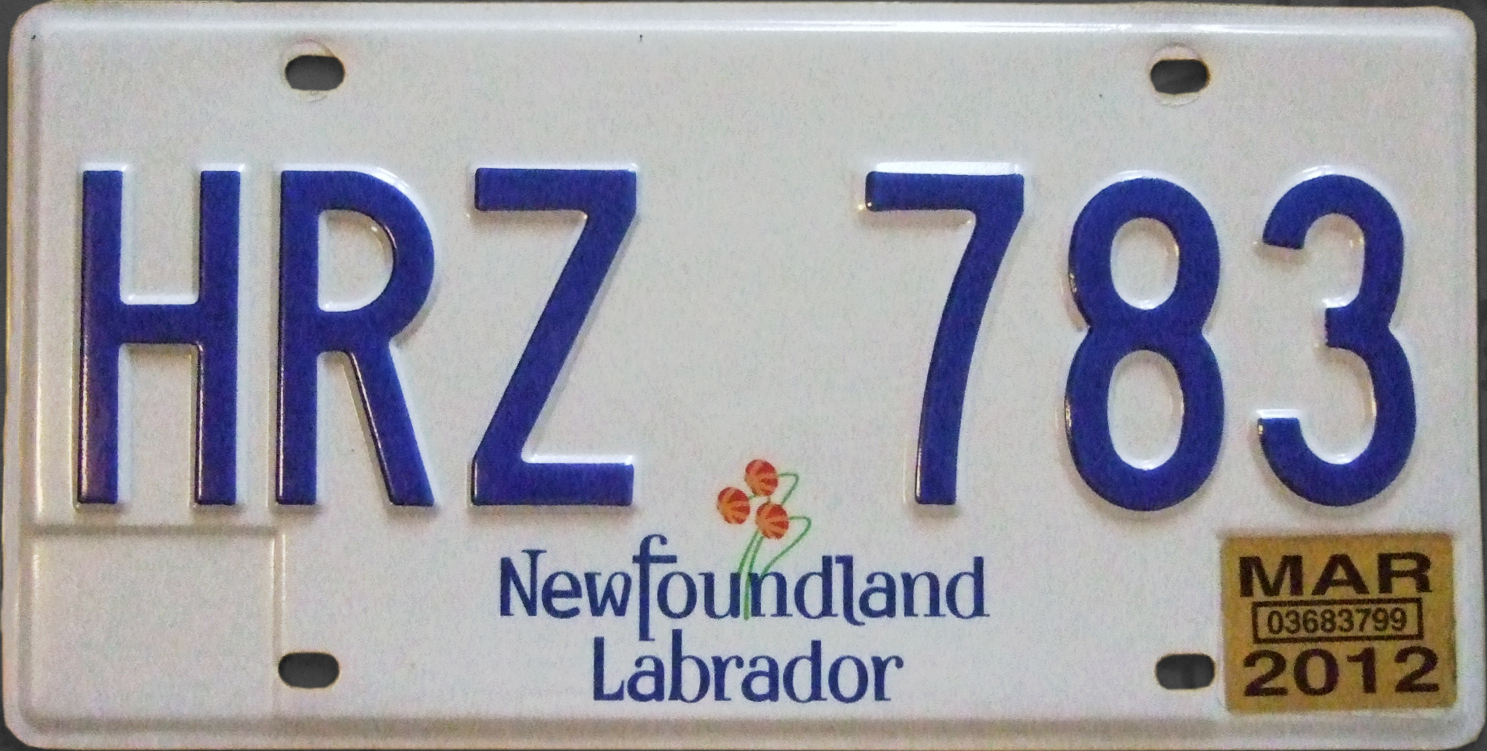
Kennzeichen aus der Provinz Neufundland und Labrador

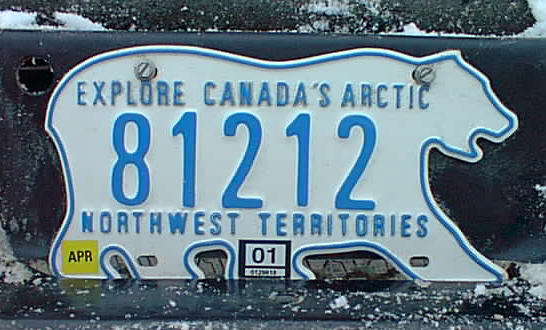
Kennzeichen aus den Northwest Territories

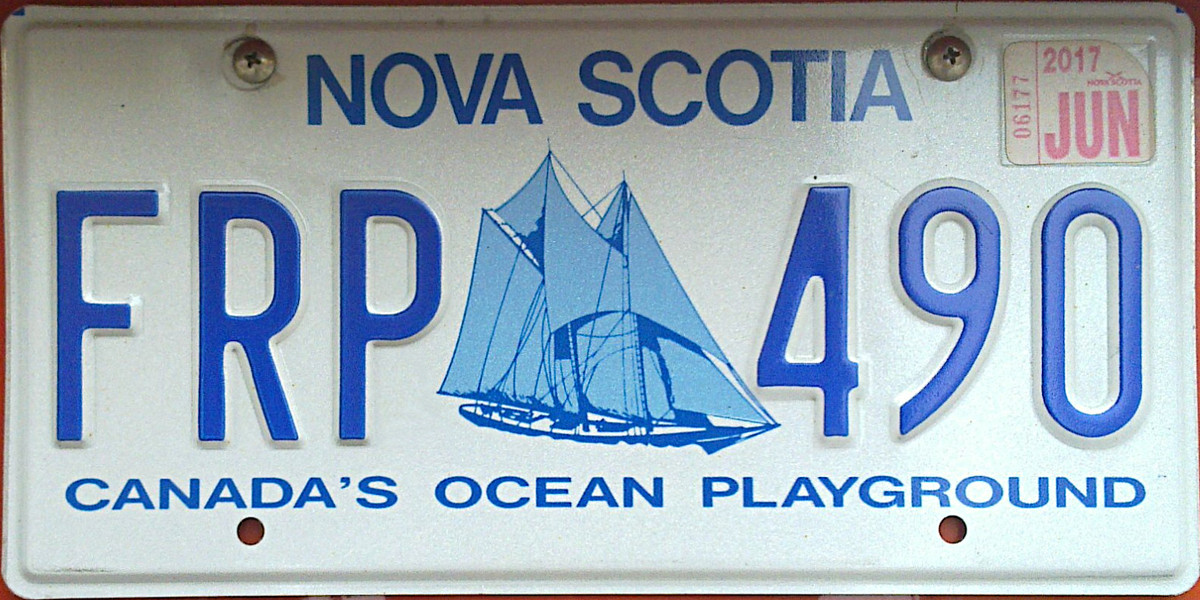
Kennzeichen aus der Provinz Nova Scotia

Kennzeichen eines Anhängers aus Nunavut

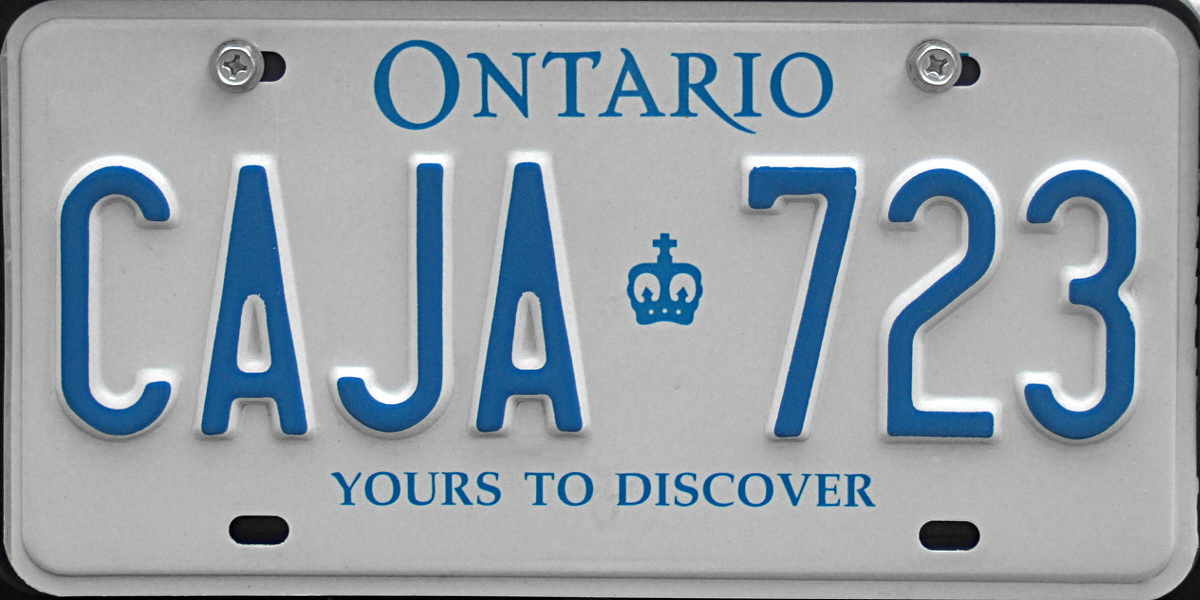
Kennzeichen aus der Provinz Ontario; Anfang 2020 kurzzeitig vom blauen Kennzeichen abgelöst aber dann wieder eingeführt

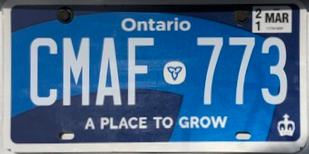
Beispiel eines der blauen Kennzeichen von Ontario die Anfang 2020 ausgegeben und kurz darauf wieder eingezogen wurden

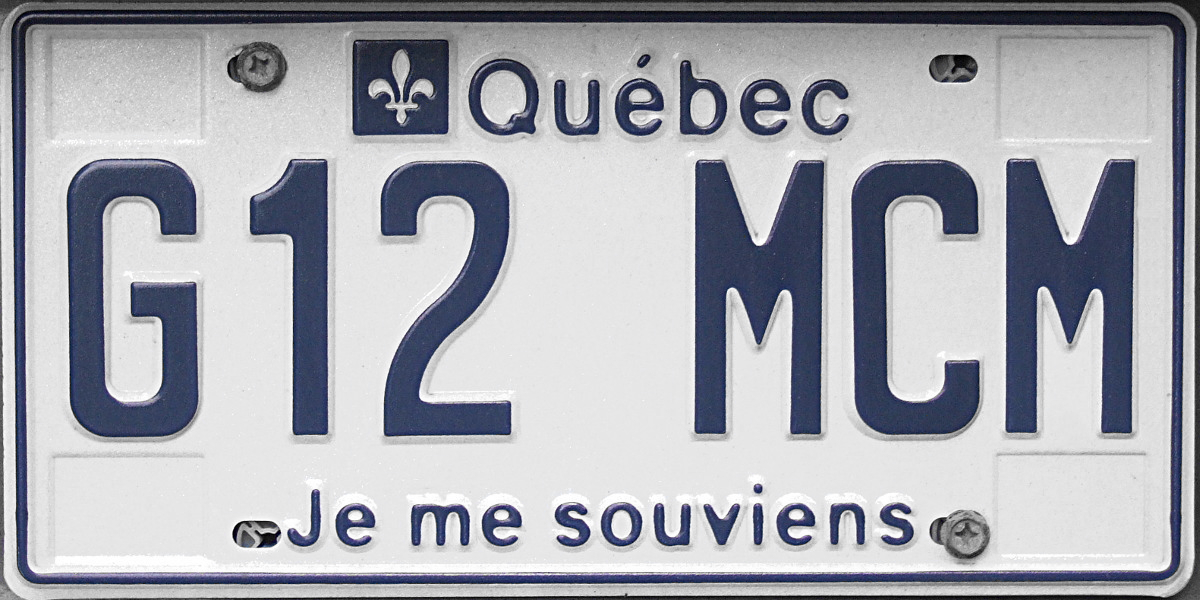
Kennzeichen aus der Provinz Québec

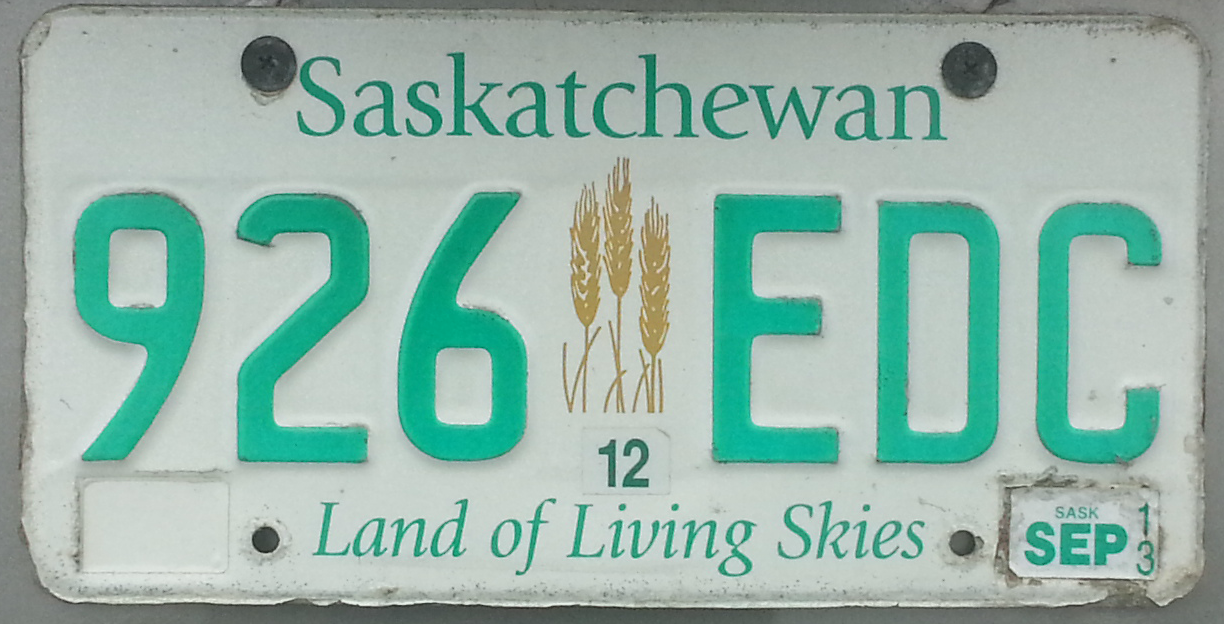
Kennzeichen aus der Provinz Saskatchewan

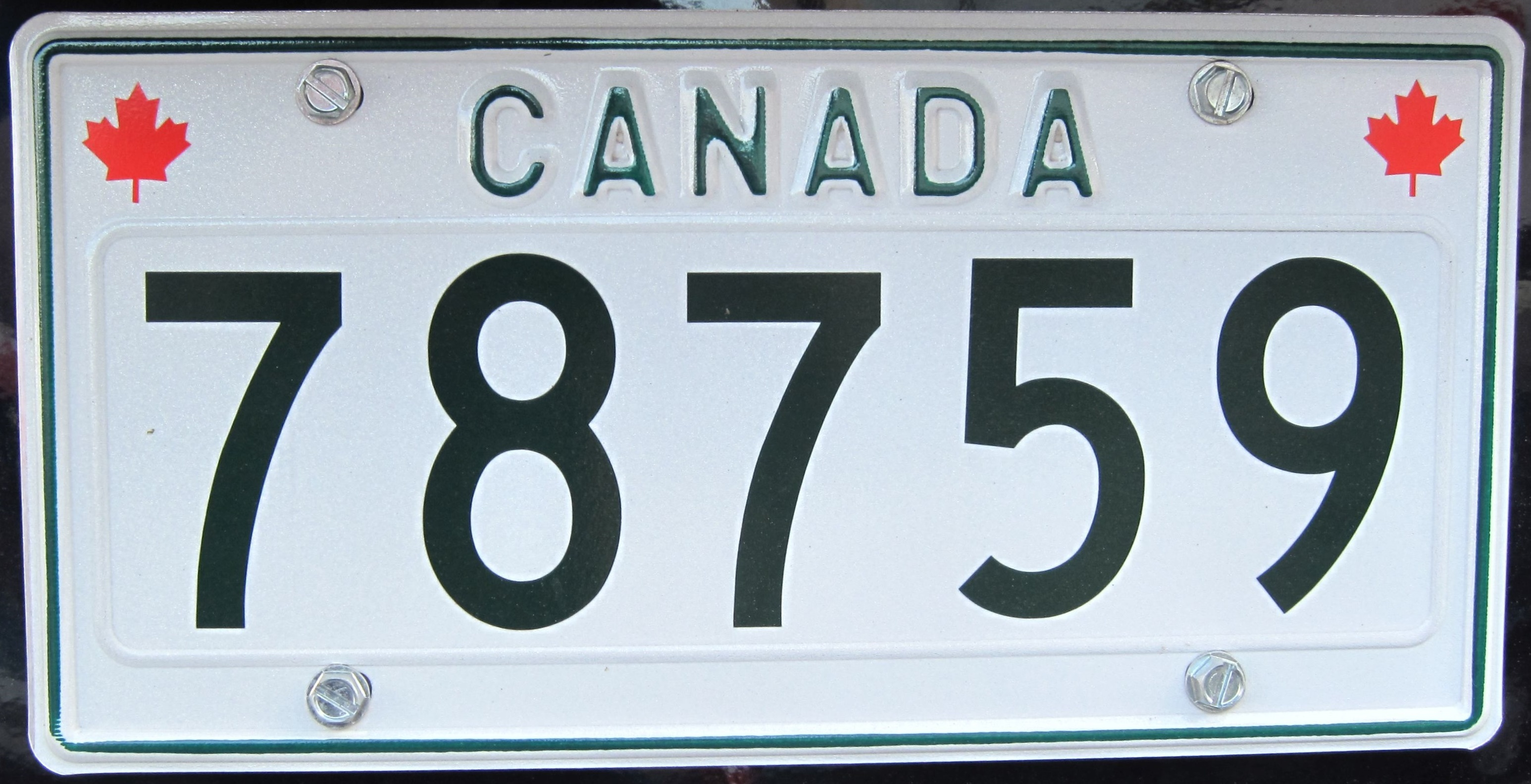
Kennzeichen des kanadischen Militärs

Die Kfz-Kennzeichen in Kanada werden von den einzelnen Provinzen beziehungsweise Territorien vergeben. Sie enthalten in der Regel am oberen Rand den Namen der Provinz oder des Territoriums, am unteren Rand meist ein selbstgewähltes Motto der Provinz.
Der übrige Teil wird für die Provinz oder das Territorium gesondert durchnummeriert. Dabei gibt es außer in Neufundland und Labrador auch die Möglichkeit, Wunschkennzeichen als Kfz-Kennzeichen zu beantragen. Alle Provinzen bieten Funkamateuren die Möglichkeit an, ihr Rufzeichen auch als Kfz-Kennzeichen zu registrieren. Des Weiteren gibt es verschiedenste Sonderformen für kommerziell genutzte Fahrzeuge, Motorräder, Oldtimer, Anhänger, Arbeits- und Landmaschinen, sowie in letzter Zeit auch Elektrofahrzeuge.
In den Provinzen und Territorien Alberta, Neufundland und Labrador, Northwest Territories, Nova Scotia, Nunavut, Prince Edward Island, Quebec, Saskatchewan und Yukon sind Kennzeichen prinzipiell nur am Heck des Fahrzeugs erforderlich (Ausnahmen: z. B. Zugmaschinen von Sattelschleppern in Quebec haben das Kennzeichen nur vorne). Die übrigen Provinzen, British Columbia, Manitoba, New Brunswick und Ontario, schreiben Kennzeichen an beiden Seiten des Fahrzeugs vor.
Bis Ende der siebziger Jahre wurden die Kfz-Kennzeichen in Kanada jährlich ersetzt. Das Jahr der Gültigkeit war im Kennzeichen eingeprägt, und die Farbe des Nummernschildes änderte sich teilweise auch von Jahr zu Jahr. Seitdem geben die meisten Zulassungsstellen Aufkleber heraus, aus denen ersichtlich ist, ob und wann die Zulassungsgebühren bezahlt wurden. Quebec und Saskatchewan sind derzeit die einzigen Provinzen, in denen es direkt am Fahrzeug keinerlei Gültigkeitsnachweise gibt.

## Die einzelnen Provinzen und Territorien

### Die zehn Provinzen
- Alberta

Motto: Wild Rose Country
Buchstaben- und Ziffernanordnung: BBB-9999 (ohne die Nutzung der Vokale) ab 2010, vorher: AAA-999
- British Columbia

Motto: Beautiful British Columbia
Buchstaben- und Ziffernanordnung: seit August 2014 (bis voraussichtlich 2025): AA9 99A, von Mai 2001 bis August 2014: 999 AAA, vorher (von 1985 an): AAA 999
- Manitoba

Motto: Friendly Manitoba seit Februar 1976, vorher Sunny Manitoba 100.000 Lakes
Buchstaben- und Ziffernanordnung: AAA 999 seit Ende 1996, vorher: 999 AAA
- New Brunswick

Motto: Be ... in this Place seit 2009, früher: Picture Province bis 1972
Buchstaben- und Ziffernanordnung: AAA-999 seit 1986, vorher 999-999
Besonderheit: Bei Kennzeichen aus dem Jahr 2005 fehlt manchmal der Bindestrich.
- Newfoundland and Labrador

Motto: A World of Difference bis Oktober 2001
Buchstaben- und Ziffernanordnung: AAA 999 seit 1982, vorher: 111-999
- Nova Scotia

Motto: Canada's Ocean Playground
Buchstaben- und Ziffernanordnung: AAA 999 seit 1979 (zunächst noch mit einem Bindestrich zwischen den Buchstaben und der Zahl), vorher: 11-99-99
- Ontario

Motto: A Place to Grow ab April 2019, vorher seit 1982 Yours to discover, auf Wunsch auch französisch Tant à découvrir. Davor Keep it beautiful. Gewerbliche Fahrzeuge erhalten ab 2019 das Motto Open for Business
Buchstaben- und Ziffernanordnung: AAAA 999 seit 1997, vorher 999 AAA. Von Februar bis März 2020 gab Ontario kurzfristig neue Nummernschilder mit blauem Hintergrund und weißer Schrift aus. Die Ziffernfolge blieb unverändert. Aufgrund schlechter Lesbarkeit wurden die neuen Nummernschilder nach wenigen Monaten verworfen und die Provinz kehrte zum vorherigen Design (blaue Schrift auf weißem Grund) zurück.
- Prince Edward Island

Motto: verschiedene, zum Beispiel Canada's Green Province seit 2007, früher: Birthplace of Confederation oder Confederation Bridge, davor: Home of "Anne of Green Gables"
Buchstaben- und Ziffernanordnung: AA 999, seit 2007 auch 999 AA
- Québec

Motto: Je me souviens seit 1978, vorher: La belle Province
Buchstaben- und Ziffernanordnung: A99 AAA seit 2009, 999 AAA von 1996 bis 2009, AAA 999 von 1983 bis 1996
- Saskatchewan

Motto: Land of Living Skies seit Mai 1998
Buchstaben- und Ziffernanordnung: 999 AAA seit Mai 1998, vorher: AAA 999

### Die drei Territorien
- Northwest Territories

Motto: Spectacular seit 2011, vorher Explore Canada's Arctic seit 1986
Buchstaben- und Ziffernanordnung: 399999, mit 300000 beginnend (seit 2011), vorher 99999
Besonderheiten: Das Kennzeichen hat die Form eines nach rechts gehenden Eisbären.
- Nunavut

Motto: Explore Canada's Arctic
Buchstaben- und Ziffernanordnung: 999 999 (seit 2014), vorher 99999 N, mit 10000 N beginnend
Besonderheiten: Das Kennzeichen hatte bis 2013 die Form eines nach rechts gehenden Eisbären. Seit 2014 werden die Nummernschilder im rechteckigen Format herausgegeben.
- Yukon

Motto: The Klondike seit 1998, vorher: Home of the Klondike, davor: Land of the Midnight Sun bis 1991
Buchstaben- und Ziffernanordnung: AAA99, auch AAA 99 seit Ende 1991, vorher: AAA-9
In den Provinzen, in denen Fahrzeuge nur am Heck ein Nummernschild tragen, bringen nicht wenige Fahrer  an der Vorderseite ein Fantasieschild an, z. B. einen Aufkleber des bevorzugten Eishockey-Vereins, eine kanadische Flagge, ein ausländisches oder antikes Nummernschild etc.
Das kanadische Verteidigungsministerium (Department of National Defence) gibt für armeeeigene Fahrzeuge eigene Nummernschilder heraus, an deren oberem Rand CANADA eingefasst von zwei roten Ahornblättern zu lesen ist und die nur Ziffern enthalten.